# Alnus maximowiczii
Alnus maximowiczii är en björkväxtart som beskrevs av Alfons S. Callier. Alnus maximowiczii ingår i släktet alar, och familjen björkväxter. Inga underarter finns listade.

## Bildgalleri

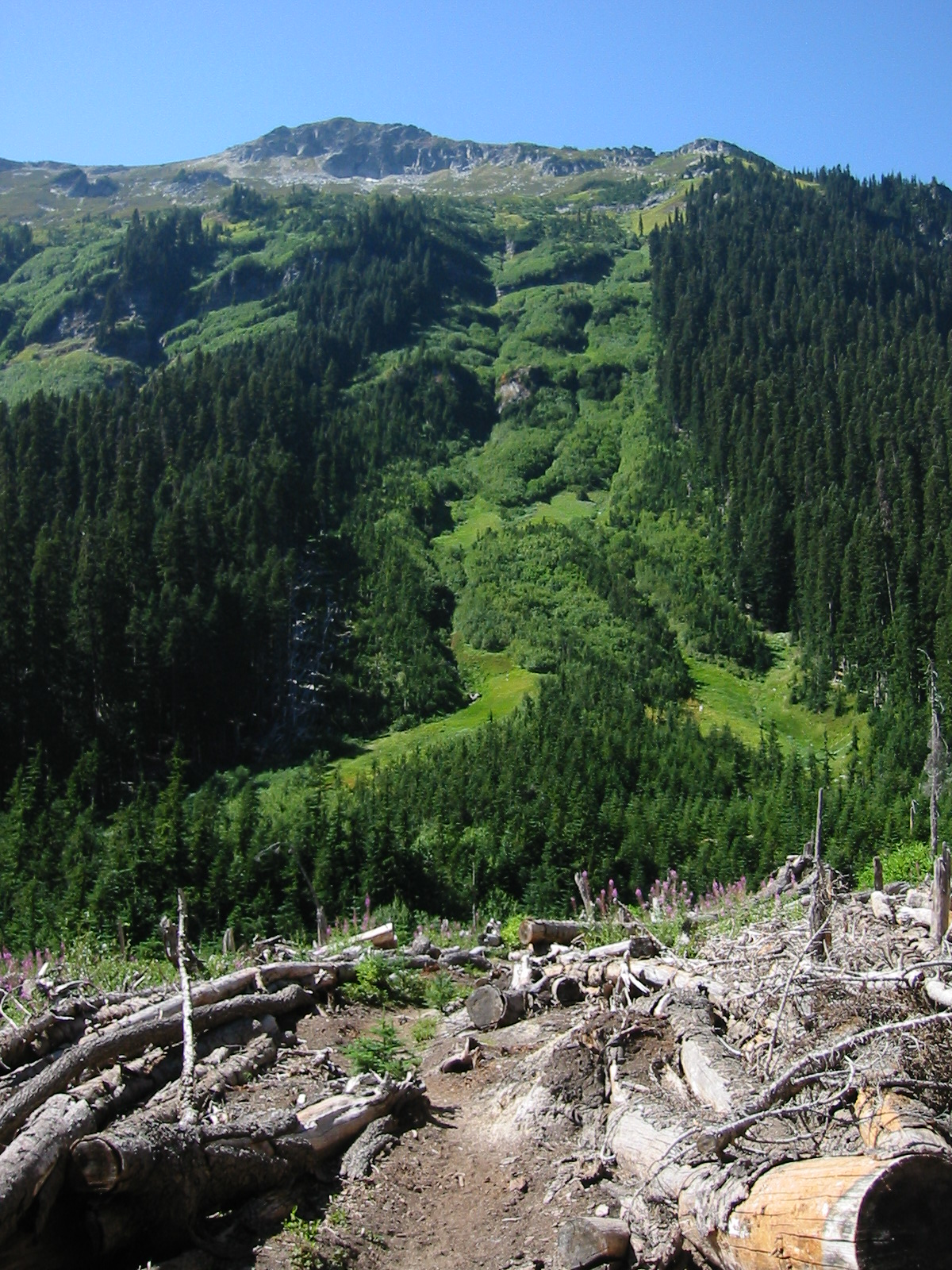